# The Lost Thing
The Lost Thing é um curta-metragem de animação de 2010 escrito por Shaun Tan, dirigido por Andrew Ruhemann e narrado por Tim Minchin, baseado no livro infantil de mesmo nome de 2000. Como reconhecimento, venceu o Oscar 2011 na categoria de Melhor animação em curta-metragem e foi indicado ao Prêmio Hugo de melhor apresentação dramática.
O filme foi produzido por Sophie Byrne com Passion Pictures Australia e animado por dois artistas principais; O líder de CG, Tom Bryant, e o animador e editor Leo Baker. Tom Bryant estava na Escócia, enquanto Leo Baker trabalhava em Melbourne. O filme esteve em desenvolvimento por alguns anos, mas levou três anos de produção em tempo integral para ser concluído entre 2007 e 2010.